# Lago di Lei
Der Lago di Lei mit einem Seespiegel von 1927 m ü. M. ist ein 8 km langer, etwa 197 Mio. m³ fassender Stausee der Kraftwerke Hinterrhein im Valle di Lei an der Grenze zwischen den Gemeinden Piuro der italienischen Provinz Sondrio und Ferrera des Schweizer Kantons Graubünden. Im See mit einer Wasserfläche von ca. 4,2 km² wird der Reno di Lei gestaut, der jährlich mit etwa 70 Mio. m³ zum Wasseraufkommen beiträgt.:141 Er ist das einzige Gewässer Italiens, das der Nordsee zufließt. Weiteres Wasser wird dem Stausee aus den Nachbartälern, dem Averser Obertal, dem Madris (Madrisch) und dem Val Niemet  (Val d’Emet) zugeleitet. Auch wird Wasser von Ferrera aus in den See gepumpt.:141

## Lage
Das etwa 15 Kilometer lange Valle di Lei ist ein nach Norden abfallendes Tal der «Averser Berge» in den Oberhalbsteiner Alpen zwischen dem italienischen Passo di Lei (2661 m s.l.m.) und der so genannten «Punt di Val di Lei» (etwa 1569 m ü. M.), der Talstrassenbrücke über den Reno di Lei, bei welcher dieser in den Schweizer Averser Rhein mündet. Das Tal ist nur über den Sommer bewohnt und wird seit Menschengedenken zur Sömmerung von Vieh genutzt.
Um den See finden sich (Stand 2024) elf Almen (Alpen) mit ihren Almhütten, im Uhrzeigersinn beginnend im Süden an der linken (westlichen) Talflanke
- Alpe Scalotta (1971 m s.l.m.), in der Dufourkarte anfänglich als Pian del Nido bezeichnet,
- Alpe Motalla (1949 m s.l.m.) in der Dufourkarte anfänglich als Corbia di Sopra bezeichnet,
- Alpe Mulacetto (1980 m s.l.m.) früher als Alpe Mulecetto bezeichnet,
- Alpe Palazzetto (2173 m s.l.m.),
- Alpe Rebella (2172 m s.l.m.),
- Alpe Ganda Nera (2143 m s.l.m.),
- Alpe della Palù (2088 m s.l.m.) früher als Alpe la Palü bezeichnet,
- Alpe del Crot (1961 m s.l.m.) des Cavaliere Davide del Curto aus Piuro[5] und
- Alpe Motta (1918 m s.l.m.) früher als Alpe La Motta bezeichnet, die auf Grund des erwähnten Gebietsabtausches mit der Schweiz eine entsprechende Vergrößerung der Weideflächen erfahren hat,

sowie an der rechten, östlichen Talflanke
- Alpe Gualdo (1926 m s.l.m.) südlich unterhalb des Chumapasses / Passo del Gualdo (1992 m s.l.m.) gelegen
- Alpe Pian del Nido (1951 m s.l.m.).

Der See ist von zahlreichen Bergen umgeben, die zum Teil spektakuläre Tiefblicke auf ihn ermöglichen. Im Südsüdwesten, in Verlängerung der Seeachse und sich deshalb häufig im See spiegelnd, dominiert der Pizzo Stella (3163 m s.l.m.), im Südsüdosten die Cima da Lägh (3083 m s.l.m.), die noch bis etwa 1980 als Cima di Lago bezeichnet in den Landkarten und Führern zu finden ist.
Der See liegt, mit Ausnahme einer zur Schweizer Gemeinde Ferrera gehörigen etwa 125000 m² grossen Seefläche südlich der Staumauer, auf dem Gebiet der italienischen Gemeinde Piuro, zu der das Tal fast vollständig gehört.

### Zugänglichkeit
Das Valle di Lei war bis zum Bau der Stauanlage (1957–1962) nur zu Fuß über beschwerliche, schmale und steile Bergpfade erreichbar.
Von italienischer Seite von Campodolcino im Val San Giacomo über den Passo di Angeloga (2400 m), oder von Chiavenna aus über den Passo di Lei (2650 m), der aber bis in die 1960er Jahre fast nur noch von italienischen Schmugglern für den – aus Sicht der Schweiz – so genannten Ausfuhrschmuggel begangen wurde.:137 Soweit die insgesamt 15 Alpen im Tal nicht bereits über den Splügenpass und Innerferrera bestossen wurden, erfolgte dies meist um den 20. Juni eines Jahres über den Passo di Angeloga.:137 u.–138 o.
Für die Baumaßnahme wurde zunächst die Averserstrasse ausgebaut. Dann wurde eine Fahrstrasse zum «Tunnelportal Ost» im Avers (1901 m ü. M.) errichtet und schliesslich der etwa 950 Meter lange Zufahrtstunnel in das Valle di Lei erstellt.
Stand 2024 ist der Lago di Lei aus allen Himmelsrichtungen über markierte Bergwanderwege erreichbar. An den Sommerwochenenden fährt einmal täglich ein (reservierungspflichtiger) Wanderbus aus dem Avers zum See. Und mit Privatfahrzeugen kann der See vom 1. Mai bis 30. November zwischen 5 und 22 Uhr durch den Tunnel angefahren werden. Beim «Tunnelportal West» Val di Lei (1932 m ü. M.) sind Parkplätze und eine WC-Anlage vorhanden.

## Geschichte

### Geschichte des Val di Lei – Wechsel zwischen Italien und der Schweiz v.v.

#### Mittelalter
Seit jeher mangelte es den Bauern der Täler südlich des Alpenkamms an Weiden und Alpen. So versuchten sie, für ihr Vieh Sömmerungsgelegenheiten nördlich des Alpenkamms zu erwerben, sei es durch Pacht, oder durch Kauf. Bauern aus Chiavenna pachteten im Jahre 1204 von Conrad von Medezen (Masein) in dem dem Val di Lei benachbarten Val Niemet (bis in die 1950er-Jahre als Val d’Emet bezeichnet) die Alp Emet (inzwischen Alp Niemet) auf 30 Jahre.:138
Im Jahre 1355 erstmals als de Leylo erwähnt, war das Tal vorübergehend durch Siedler aus dem Süden ganzjährig bewohnt.
Bauern aus Plurs (heute Piuro) gelangten schon früh zu Alpen im Val di Lei. Nach einer notariellen Urkunde aus dem Jahre 1407, gehörten die Alpen Erbella, Ganda nera und Palude Privaten aus der Gegend von Chiavenna. Bald erwarb jedoch die Gemeinde Plurs diese Alpen zu Eigentum.:138 Damit hatte die reiche Gemeinde aber nur privates Eigentum auf fremdem Gebiet. Das Val di Lei war dem Schams zugehörig.
Im Jahre 1462 verkaufte Jörg (Georg II.) von Werdenberg-Sargans im Zuge des Niedergangs der Grafen von Werdenberg-Sargans der Gemeinde Plurs seine Alpen im Val di Lei.:138

#### Drei Bünde
1512 wurde die Grafschaft Chiavenna (deutsch veraltet Cläven oder auch Cleven) und damit Plurs Untertanengebiet der Drei Bünde. Das zur Landschaft Schams des Grauen Bunds gehörige Val di Lei war hiervon nicht betroffen.
1618 wurde Plurs mit seiner Bevölkerung durch einen Bergsturz nahezu vollständig verschüttet und ausgelöscht.
Als die Landschaft Schams in Folge der Bündner Wirren in drückende Schulden geraten war, versuchte sie, die Alpen im Val di Lei mit einer Steuer zu belegen. Plurs verweigerte jedoch die Zahlung. Es kam zum Gerichtsprozess, der am 14. Februar 1644 mit Urteil zu Ungunsten Schams’ endete. Dem Urteil kommt deswegen besondere Bedeutung zu, weil es die Grundlage für die spätere definitive Grenzbereinigung zwischen der Schweiz und Italien bildete.:138
Die Landschaft Schams hatte in diesem Prozess geltend gemacht, die «Alp Ley» der Gemeinde Plurs liege «auff der Schamsser zerung und gebit». Schams habe die Alp schon früher mit Steuern belegt und dort auch die Erzgruben verlost. Das Gericht möge für Recht erkennen, «daß gedachte Alp Ley auff Ihr, der Schambser territorio lige». Die Plurser legten dar, dass «sie und ihre Altfordern ymmer und allweg die alpe Ley gehabt, welche von alters hero auf der Plurßer gebit und zerung sei», gemäß den Kaufbriefen. Das Gericht entschied auf Grund der vorgelegten Urkunden, der Zeugen und anderer Beweise, «das die Alp und thall Ley in der Gemeindt und Territorio Plurß lige» in den Zielen und Marchen, wie sie im Kaufbrief von 1462 angegeben seien.:139
Da aber hinsichtlich der Grenze gegen Schams «etwas tunkelheit» bestehe, veranlasste das Gericht die Kennzeichnung der Grenzlinie durch drei in die Felsen gemeisselte Kreuze. Diese Grenze verlief von der Mündung des Reno di Lei in den Averser Rhein in südwestlicher Richtung zum Felsen ob der Alp Motta. Was einwärts dieser Grenze liege, «soll derer von Plurs, Unsern getreuen lieben Underthanen zustendig sein und bleiben», was aber nördlich davon liege, «soll dass territorium und confinem der Ehrs. Gemeindt Schambss, Unserer getreuen lieben Pundtsgenossen, sein und bleiben, mit Holz und Feldt, Wunn und Weidt», doch vorbehalten das Schneefluchtsrecht der Plurser und das Recht, zu ihrer Notdurft Bau- und Brennholz zu nehmen, «doch nit in Lauenzügen und zu nachthaill der strassen». Mit diesem Entscheid ging das Tal für Schams endgültig verloren. Solange die Grafschaft Cläven Untertanenland war, hatte die Grenzziehung kaum Bedeutung. Das änderte sich aber, als im Juni 1797 die Grafschaft Cläven und damit auch Plurs von Bünden abfielen.:139

#### Übergang an Italien
Seit dem Beitritt der ehemaligen Grafschaft Chiavenna und damit auch Piuros zur Cisalpinischen Republik im Juni 1797, wurden die bisherigen Binnengrenzen des Val di Lei gegenüber dem Avers und Schams, und damit den Drei Bünden, nun zu Außengrenzen, auch wenn das in der sich erst entwickelnden Kartografie, zumal im Hochgebirge, zunächst meist noch keine Berücksichtigung fand. Genauere Vermessungen beschränkten sich um den Wechsel vom 18. zum 19. Jahrhundert allenfalls auf die Ebenen. Das Hochgebirge wurde meist nur schematisch dargestellt. Im ältesten die ganze Schweiz abdeckenden und auf wissenschaftlichen Vermessungstechniken basierenden Kartenwerk, dem Atlas Suisse (auch Meyer-Weiss Atlas genannt), Blatt 12 Partie des Grisons et de la Valtelline aus dem Jahr 1802, sind nicht nur keine Landesgrenzen, sondern auch das Hochgebirge nur ungenau eingetragen. Das ganze Valle di Lei existiert in dieser Karte überhaupt nicht. Im Jahr 1851 berichtet der Naturwissenschaftler Johann J. Siegfried: «Val di Lei ist wenigstens zum Theil schweizerisch, obgleich auf allen Karten (mit Ausnahme der neuesten von M. Ziegler) [Hinweis: Kartograf Jakob Melchior Ziegler  (1801–1884)] das ganze Thal als nicht zur Schweiz gehörend bezeichnet wird.» In der Karte der Schweiz aus dem Jahr 1852 dieses Kartografen ist das Val di Lei dann als ausserhalb der Schweiz liegend [Hinweis: zum Königreich Lombardo-Venetien gehörend] mit zutreffenden Landesgrenzen eingetragen. In dem 1858 publizierten Blatt XIX der Dufourkarte blieb das Val di Lei aber weiterhin als Teil der Schweiz kartiert.
Im Urteil von 1644 war der Grenzverlauf des Tals nach Norden zwar ziemlich genau beschrieben worden, das Gelände war jedoch unübersichtlich und unwegsam und die Grenzmarkierungen spärlich. So entstand im Lauf der Zeit eine gewisse Unsicherheit über den Grenzverlauf, der auch darin zum Ausdruck kam, dass das Tal in Landkarten bald als zu Italien und bald als zur Schweiz gehörend eingezeichnet war.:140 Es kam auch wiederholt zu Streitigkeiten und Zusammenstössen.:140
Erst der Vertrag Convenzione tra l’Italia e la Svizzera per l’accertamento della frontiera fra la Lombardia ed il Cantone dei Grigioni von 1863 klärte die Grenzziehung und damit die Zugehörigkeit des weitaus größten Teils des Tales zu Italien.

#### Gebietstausch 1952
Der Umstand, dass ein Teil des Tals nordwestlich der italienischen Alpe Motta (1918 m s.l.m.) Schweizer Territorium geblieben war, erlaubte das im Zusammenhang mit der Planung des heutigen Stauwerks am 25. November 1952 abgeschlossene und mit dem Austausch der Urkunden über die Ratifikation am 23. April 1955 in Kraft getretene «Abkommen zwischen der Schweizerischen Eidgenossenschaft und der Italienischen Republik betreffend eine Grenzbereinigung im Val di Lei» mittels Gebietstausches. Denn das seinerzeitige Militärdepartement, seit 1979 Eidgenössisches Militärdepartement (EMD) und seit 1998 Eidgenössisches Departement für Verteidigung, Bevölkerungsschutz und Sport (VBS), hatte verlangt, dass die Talsperre für den Stausee auf Schweizer Gebiet zu stehen kommt.:141 So gelangte um das geplante Stauwerk herum eine Fläche von rund 500000 Quadratmetern an die Schweizer Gemeinde Ferrera, während eine gleiche Fläche nordwestlich der Linie Piz Miez/Cimalmotta–Punkt 1941 der Landeskarte an die italienische Gemeinde Piuro gelangte und der Alpe Motta zugeschlagen wurde. Der Gebietsaustausch erfolgte nach der Kollaudation der Staumauer.:141
In einem Zusatzprotokoll wurden weitere Punkte insbesondere zollrechtlicher Natur geregelt. So dürfen die italienischen Älpler ihr Vieh weiterhin zum Weidegang auf die von Italien an die Schweiz abgetauschten und nach dem Bau des Stauwerks und Aufstauen des Sees noch verbliebenen ehemals italienischen Alpweiden führen.

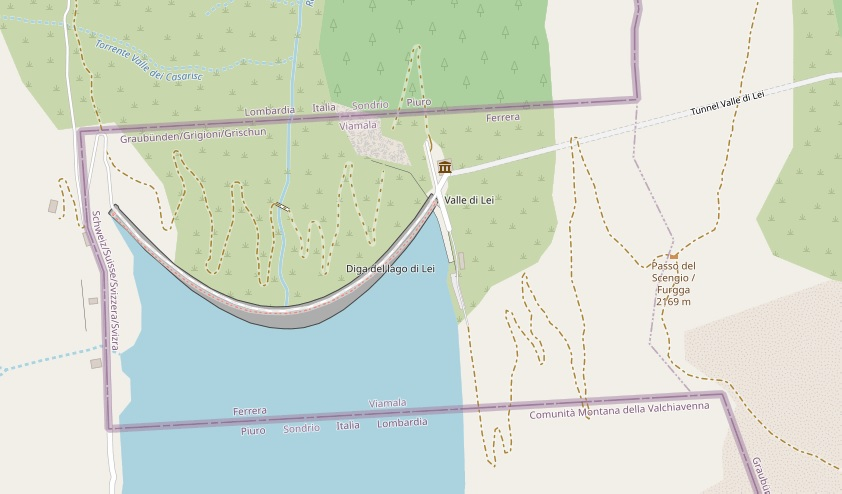
Grenzverlauf an der Staumauer

### Entstehungsgeschichte des Stauwerks

#### Rheinwald-Projekt
Ein zunächst im Rheinwald geplanter grosser Stausee, in dessen Fluten das ganze Dorf Splügen und ein Teil von Medels verschwunden wären, war gescheitert. Die Gemeinden im Rheinwald hatten die Konzession verweigert und Kleiner Rat und Bundesrat diesen Entscheid geschützt.:141

#### Verleihung der Wasserkraftnutzung, Wasserrechte
Auf der Suche nach Ersatz, stellten daraufhin in der Schweiz die seinerzeitige «Aktiengesellschaft Rhätische Werke für Elektrizität» in Thusis (ab dem Jahr 2000 mit den «Kraftwerken Brusio AG (KWB)» in Brusio, und der «AG Bündner Kraftwerke» in Klosters zur «Rätia Energie AG» fusioniert und 2010 in Repower AG umbenannt) und in Italien die Aktiengesellschaft «Edison», in Mailand, Gesuche auf die so genannte «Verleihung der Wasserkraftnutzung» des Reno di Lei und weiterer Gewässer im Einzugsgebiet des Averser Rheins. Die Verhandlungen zwischen der Schweiz und Italien begannen im September 1947. :141 Am 18. Juni 1949 trafen die Schweiz und Italien die «Vereinbarung zwischen der Schweiz und Italien über die Verleihung der Wasserkräfte des Reno di Lei», die, nach dem Austausch der Ratifikationsurkunden am 23. April 1955 gleichentags in Kraft trat.
Parallel zu diesen zwischenstaatlichen Verhandlungen erfolgten die Verhandlungen mit den 18 Konzessionsgemeinden des Hinterrheintals, die im März 1954 die Konzession erteilten.
Es handelte sich um die erste internationale Wasserrechtsverleihung Italiens.:141 Die Dauer der Verleihung beläuft sich auf 80 Jahre seit Fertigstellung des Kraftwerks. Sie endet damit Ende 2042, kann aber nach erneuten Verhandlungen verlängert werden.

#### Baumaßnahmen
Die Vereinbarung über die Wasserkraftnutzung des Reno di Lei sah insbesondere die Errichtung einer «grossen Staumauer» im Valle di Lei vor, um dort einen Stausee zu schaffen, sowie ein Kraftwerk (Zentrale) in der Nähe des etwa 400 Höhenmeter tiefer gelegenen Ferreras. Geplant war auch die «Rückgabe» des Wassers in den Averser Rhein.

#### Energieverteilung
Die Vereinbarung regelt auch die Verteilung der im Kraftwerk Innerferrera «nutzbar gemachten Wasserkraft», von der 70 % der Schweiz und 30 % Italien zukommen sollen.:141
Im Zusatzprotokoll zur Vereinbarung wurde ferner, unter Bezugnahme auf die im «Projekt 1948/49 der Motor-Columbus AG in Baden, einer Ingenieur- und Finanzierungsgesellschaft im Bereich des Kraftwerkbaus, und der «Edison» in Mailand» insgesamt geplanten drei Kraftwerke (Ferrera, Bärenburg bei Andeer und Sils im Domleschg) geregelt, dass bis zu 20 % der verfügbaren Leistung und erzeugbaren Energie dieser drei Kraftwerke zusammen nach Italien ausgeführt werden darf. Entsprechend dieser Quote ist die Edison International Shareholdings S.p.A. in Mailand mit einem Anteil von 20,00 % an den Kraftwerken Hinterrhein AG (KHR) beteiligt.
Auch die Motor-Columbus AG wurde Aktionärin der KHR. Die Motor-Columbus AG wurde am 7. November 2007 in Atel Holding AG umbenannt und ging Ende Januar 2009 in der neu gegründeten Alpiq Holding AG auf. Die Aktien an den KHR im Umfang von 9,28 % des Aktienkapitals hält nun (Stand 2024) die Alpiq Suisse SA (Société Anonyme) in Lausanne.

#### Gebietstausch
Im Zusatzprotokoll wurde bereits der spätere schon oben erläuterte Gebietstausch vorgesehen.

#### Gründung der Kraftwerke Hinterrhein AG (KHR) in Thusis
Im Dezember 1956 erfolgte sodann die Gründung der Kraftwerke Hinterrhein AG, Thusis, die die Anlagen betreiben sollte und (Stand 2024) auch noch immer betreibt. An ihr beteiligten sich auch der Kanton Graubünden mit 12 % und die Konzessionsgemeinden mit 3 %.:141 Stand 2024 bestehen die Beteiligungen unverändert.

### Baudurchführung
Die Projektierung erfolgte durch Claudio Marcello, einem weltweit tätigen Spezialisten, während die Bauleitung bei der Mailänder Edison lag. Errichtet wurde die Talsperre durch ein italienisches Bauunternehmen. 
Da das Tal nur zu Fuss erreichbar war, musste die Baustelle vor Beginn der eigentlichen Bauarbeiten zuerst erschlossen werden. Von Campodolcino (1104 m s.l.m.) im Val San Giacomo, über den Passo di Angeloga (2386 m s.l.m.) mit der 2024 dort noch als Lost Place vorhandenen Zwischenstation (2354 m s.l.m.), wurden zwei 15 km lange Seilbahnen errichtet; eine für Personen und eine für Material, insbesondere Zement. Von Norden her musste zunächst die Talstrasse, die Averserstrasse für schwere Transport- und Baufahrzeuge ausgebaut werden. Dann wurde oberhalb des Weilers Campsut (1678 m ü. M.) eine Fahrstrasse zum heutigen Tunnelportal Ost (1901 m ü. M.) errichtet und schliesslich der Zufahrtstunnel in das Val di Lei erstellt. Zu realisieren war ausserdem die Infrastruktur zur Unterbringung von etwa 1500 Arbeitern, die auf dieser Gebirgsbaustelle lebten und arbeiteten. Die Bauarbeiten im Valle di Lei wurden im Sommer 1957 aufgenommen. Für den Mauerbau wurden südlich der Furgga zwei Steinbrüche eingerichtet, einer auf der Schweizer Seite der Grenze, der andere auf der Italienischen. Die Staumauer wurde von einem italienischen Bauunternehmen erstellt, während die maschinellen Einrichtungen von Schweizer Unternehmen geliefert wurden.:141 Nach der Leistung von rund 1'080'000 Manntagen, waren die Bauarbeiten im Herbst 1962 mit dem ersten Vollstau beendet.
Von den Seilbahnen sind heute nur noch Ruinen vorhanden. Seit der Ausserbetriebnahme der Seilbahnen besteht eine Verkehrsverbindung in das Tal nur über Schweizer Territorium.
Zu Revisionszwecken wurde der Stausee im Oktober und November 2012 innerhalb von 19 Tagen erstmals vollständig entleert, wobei Ruinen der 1962 gefluteten Gebäude sichtbar wurden. Nach erfolgter Revision der Stauwerkinstallationen und des Druckschachtes wurde die Wiederauffüllung im Frühling 2013 eingeleitet und 2014 abgeschlossen.

### Umweltfolgen
Mit Beginn des Staus 1962 ging das im Talgrund westlich der Russa/Cima dei Rossi (früher wegen seiner rostfarbenen Felsen als Piz rosso bezeichnet) gelegene Kirchlein S. Anna verloren. Hier hatte der Pfarrer von Prosto di Piuro jährlich am 26. Juli, dem Namenstag der Heiligen, die Messe gelesen.:141 Als Ersatz für dieses kleine Talkirchlein, wurde westlich der Staumauer die Kirche Santi Giacomo e Anna errichtet, die wieder zur Pfarrei Beata Vergine Assunta in Prosto di Piuro gehört. Als „chiesa sussidiaria“ ist sie nur zu besonderen Anlässen geöffnet. Neben ihrem Eingang befindet sich eine Gedenktafel für die zehn bei den Bauarbeiten tödlich Verunglückten.
Mit dem Aufstauen verschwanden die kleinen Siedlungen und Gebäude der Alpen Caurga, Rossi Vecchi, Sella, Rossi Nuovi und Sengio endgültig. Die der Alpen Motalla, Mulecetto, Palazzetto, Rebella, Ganda Nera und Della Palù wurden nach oben, über den künftigen Seespiegel verlegt, teilweise um bis zu 300 Höhenmeter. Mit dem Aufstauen verloren ging aber auch ein großer Teil der Weideflächen.

Als Ersatz für die eingestauten Alpen war vorgesehen, in den zu Graubünden gehörigen Nachbartälern Val Niemet (auch Val d'Emet genannt) die Alp Emet (Alp Niemet), sowie im Madris die Alpen Bles, Preda und Sovrana langfristig zu verpachten. Die Alp Emet war Eigentum des Kantons Graubünden, und die Alpen Bles, Preda und Sovrana standen im Eigentum der damals noch selbständigen Gemeinden Casaccia und Soglio im Bergell. An Stelle dieses angebotenen «Realersatzes» kam es dann aber zu Ausgleichszahlungen. Die Alpbesitzer wurden in Geld abgefunden.:141

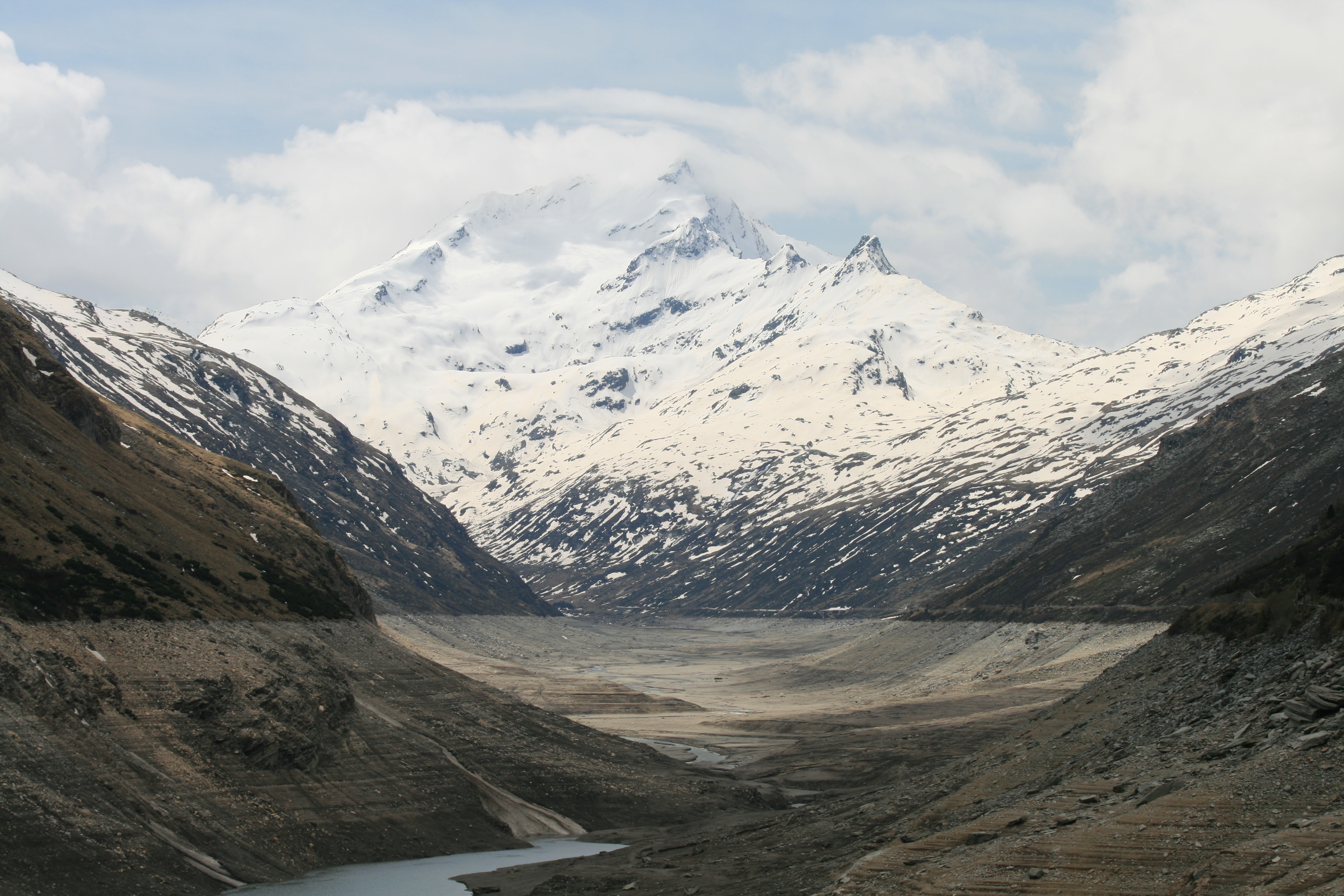
Lago di Lei kurz nach Beginn der Wiederauffüllung im Mai 2013

## Technische Daten
Die Anlagen gehören der Kraftwerke Hinterrhein AG in Thusis und sind Teil einer dreistufigen Anlagengruppe. Beim durch die Stauanlage mit amtlicher Bezeichnung Valle di Lei gebildeten Lago di Lei handelt es sich um den so genannten Kopfspeicher, also den höchstgelegenen Speicher in einer zusammenhängenden Gruppe von Speichern und Kraftwerken. Das Wasser aus dem Lago di Lei wird in den drei aufeinanderfolgenden Kraftwerken Ferrera, Bärenburg und Sils zur Stromerzeugung genutzt. Zunächst gelangt es in das Kraftwerk Ferrera mit 185 MW Leistung.
Abgesehen vom taleigenen Niederschlag, der nur etwa 70 Mio. m³ jährlich ausmacht, wird der See mit Hilfe von Spiegelstollen aus den benachbarten Tälern Avers, Madris und Niemet (Emet) gespeist. Auch wird aus dem Sufnersee Wasser über Ferrera in den Lago di Lei gepumpt. Die Pumpen sind im Kraftwerk Ferrera installiert. Im Durchschnitt gelangen jährlich etwa 60 Mio. m³ von Ferrera in den Lago di Lei.

## Sportliche Nutzung des Sees

### Angelsport (ital. Pesca)
Im See lebten Fische, unter anderem verschiedene Forellen und Saiblinge, deren Bestand bereits in den Jahren vor der Entleerung des Stausees 2012 stark reduziert worden war. Die Kraftwerke Hinterrhein AG waren zum Wiederbesatz bis 2018 verpflichtet.
2024 bewirbt „in Lombardia“, die offizielle Tourismus-Website der Lombardei, den Lago di Lei als beste Möglichkeit zum Angeln in der Provinz Sondrio. Hier seien der amerikanische Seesaibling mit über 5 kg Gewicht zu finden, aber auch Regenbogenforellen oder Bachforellen.
Der Angelsport unterliegt der Regulierung durch die Provinz Sondrio, die der Unione pesca sportiva della provincia di Sondrio hierfür die Konzession erteilt hat. Für die Bewirtschaftung und Ausgabe der Fangberechtigungen ist insofern die Unione Pesca Sportiva della Provincia di Sondrio in Sondrio zuständig. Sie regelt das Sportfischen und erlässt die diesbezüglichen Bestimmungen.

### Rudersport (ital. Canottaggio)
Der See wird auch von Schweizer und italienischen Rudersportlern (ital. canottieri) zum Höhentraining genutzt.